# John Walker (músico)
John Walker (12 de novembro de 1943 — 7 de maio de 2011), pseudônimo de John Joseph Maus, foi um cantor, compositor e guitarrista norte-americano. É mais conhecido como membro fundador do The Walker Brothers, conjunto pop que alcançou grande êxito durante a década de 1960, particularmente no Reino Unido. 
Morreu em 2011 em decorrência de um câncer de fígado.

## Discografia

### Álbuns
- If You Go Away (Philips BL 7829, 1967)
- This Is John Walker (Carnaby CNLS 6001, 1969)
- You (2000)
- The Silver Sixties Tour 2004 (2004)
- Just For You (2007)
- Songs of Christmas and Inspiration (2007)

### Singles

#### Como o duo John and Judy
- "Bother Me Baby" / "Who's To Say" (Aladdin 3420, 1958)
- "Hideout" / "Love Bug" (Dore 530, 1959)
- "You Can't Have My Love" / "Tell Me" (Dore 540, 1960)
- "This Feeling" / "Tell Me Why" (Dore 553, 1960)
- "Live It Up" / "Oh No No" (Arvee 5025, 1961)
- "I Love You So" / "Love Slave" (Eldo 118, 1961)

#### Como Johnny Walker
- "What A Thrill" / "Beginning of the End" (Almo 208, 1964)

#### Como John Walker
- "Annabella" / "You Don't Understand Me" (Philips BF 1593, 1967)
- "If I Promise" / "I See Love In You" (Philips BF 1612, 1967)
- "I'll Be Your Baby Tonight" / "Open The Door Homer" (Philips BF 1655, 1968)
- "Kentucky Woman" / "I Cried All The Way Home" (Philips BF 1676, 1968)
- "Woman" / "A Dream" (Philips BF 1724, 1968)
- "Yesterday's Sunshine" / "Little One" (Philips BF 1758, 1968)
- "Everywhere Under The Sun" / "Traces Of Tomorrow" (Carnaby CNS 4004, 1969)
- "True Grit" / "Sun Comes Up" (Carnaby CNS 4009, 1969)
- "Cottonfields" / "Jamie" (Carnaby CNS 4012, 1970)
- "Over And Over Again" / "Sun Comes Up" (Carnaby CNS 4017, 1970)
- "Huellas de Manana" / "Quienes Somos Nosotros" (Carnaby, 1970)
- "Good Days" / "Midnight Morning" (1973)